# Molophilus werrikimbe
Molophilus werrikimbe là một loài ruồi trong họ Limoniidae. Chúng phân bố ở miền Australasia.